# Mache alles mit
Mache alles mit ist ein deutscher Erotikfilm aus dem Jahr 1971.

## Handlung
Die 17-jährige Dagmar Hintze, genannt Daggi, sucht sich alltägliche sexuelle Beziehungen mit unbekannten Leuten, angeboten in den Kleinanzeigen der örtlichen Presse. Bei einem „flotten Dreier“ mit einem jungen Paar erscheint eine Jugendfürsorgerin mit einem Kriminalbeamten. Ihr gelingt spärlich bekleidet die Flucht durch den Garten, aber ihre Schultasche bleibt zurück.

## Kritik
„Eine Siebzehnjährige kommt durch ein Inserat zu Sexspielen mit einem Ehepaar und deshalb in eine Erziehungsanstalt. Mit verlogen-pathetischer Sozialkritik verbrämter, geistig und formal völlig minderbemittelter Sexfilm.“